# Kosmos 2474
Kosmos 2474, ruski navigacijski satelit (globalno pozicioniranje) iz programa Kosmos. Vrste je GLONASS-M (Glonass br. 742, Uragan M br. 742). 
Lansiran je 3. listopada 2011. godine u 20:15 UT s kozmodroma Pljesecka. Lansiran je u srednje visoku orbitu oko planeta Zemlje raketom nosačem Sojuz-2/Fregat. Orbita mu je 18913 km u perigeju i 19151 km u apogeju. Orbitna inklinacija mu je 64,80°. Spacetrackov kataloški broj je 37829. COSPARova oznaka je 2011-055-A. Zemlju obilazi u 671,84 minute. Pri lansiranju bio je mase 1.414 kg.
Razgonski blok (međuorbitni tegljač) Fregat 14S44 br. 1045 odvojio se, ostao u srednje visokoj orbiti nekoliko stotina kilometara niže od satelita.

## Vanjske poveznice
- Glonass  Arhivirana inačica izvorne stranice od 18. lipnja 2006. (Wayback Machine) (rus.)
- Glonass Constellation Status (engl.)
- N2YO.com Search Satellite Database (engl.)
- Celes Trak SATCAT Format Documentation (engl.)
- Kunstman  Arhivirana inačica izvorne stranice od 12. kolovoza 2019. (Wayback Machine) Satellites in Orbit (engl.)